# Синхронізація процесів
Синхронізація процесів в інформатиці — приведення двох або декількох процесів або потоків (нитей) до такого їхнього протікання, коли певні стадії різних процесів здійснюються в певному порядку, або одночасно, для уникнення конкуренції потоків або взаємного блокування. Загальна ідея полягає в тому, що в певних точках процесам необхідно разом домовитися про певний порядок дій зі спільними ресурсами.
Синхронізація необхідна у випадках, коли паралельно протікаючим процесам (або потокам одного процесу) необхідна взаємодія. 

## Засоби синхронізації
Найпоширеніші засоби синхронізації такі:
- сигнали і повідомлення,
- критичні секції,
- м'ютекси
- семафори
- події
- бар'єри,
- канали (англ. pipe).

## Синхронізація у Windows
Для синхронізації потоків у Windows передбачено ряд функцій синхронізації. 

### Синхронізація з одним об'єктом
Найпростішою функцією, яка очікує завершення переходу заданого об’єкта у сигнальний стан, є WaitForSingleObject. 
Її опис мовою C:
```
DWORD WINAPI WaitForSingleObject(
 __in  HANDLE hHandle,
 __in  DWORD dwMilliseconds
);
```

Опис мовою Delphi:
```
function WaitForSingleObject(
  hHandle: THandle;         // Дескриптор об’єкта
  dwMilliseconds: DWORD     // Час очікування
): DWORD;
```

Функція очікує переходу об'єкта з дескриптором hHandle у сигнальний стан протягом dwMilliseconds мілісекунд. Якщо цим параметром передати значення INFINITE, функція буде чекати протягом необмеженого часу. Якщо dwMilliseconds дорівнює 0, то функція перевіряє стан об'єкта й негайно повертає керування. Дескриптор повинен бути відкритий з правом доступу SYNCHRONIZE.
Функція повертає одне з перелічених у таблиці значень.
| Значення       | Опис |
| -------------- | --- |
| WAIT_OBJECT_0  | Об'єкт перейшов у сигнальний стан |
| WAIT_ABANDONED | Означає, що заданий об’єкт є м'ютексом, і потік, який володів ним, завершився, не звільнивши його. Власником м'ютекса стає викликаючий потік, а сам м'ютекс переводиться у несигнальний стан |
| WAIT_TIMEOUT   | Вийшов час очікування |
| WAIT_FAILED    | Відбулася помилка (наприклад, невірне значення hHandle) |

#### Приклад використання функції WaitForSingleObject
Тут подано приклад коду, який створює новий процес, запускаючи стандартний текстовий редактор "Блокнот" (Notepad), і чекає на його завершення (приклад подано мовою Delphi).
```
 
var

  
PI
 
:
 
TProcessInformation
;

  
SI
 
:
 
TStartupInfo
;

 
begin

(* ............................ *)

 
FillChar
(
SI
,
 
Sizeof
(
SI
)
,
 
#0
)
;

 
SI
.
cb
 
:=
 
SizeOf
(
SI
)
;

 
if
 
not
 
CreateProcess
(
'c:\windows\system32\notepad.exe'
,
 
nil
,
 
nil
,
 
nil
,
 
false
,
 
NORMAL_PRIORITY_CLASS
,
 
nil
,
 
nil
,
 
SI
,
 
PI
)
 
then

    
MessageBox
(
Handle
,
 
'Не вдалося створити процес.'
,
 
''
,
 

      
MB_OK
 
or
 
MB_ICONERROR
)
;

 
WaitForSingleObject
(
PI
.
hProcess
,
 
INFINITE
)
;

```

### Синхронізація кількох об'єктів
Для синхронізації кількох об'єктів використовують фунцію API WaitForMultipleObjects. ЇЇ опис мовою C:
```
DWORD WINAPI WaitForMultipleObjects(
 __in  DWORD nCount,
 __in  const HANDLE *lpHandles,
 __in  BOOL bWaitAll,
 __in  DWORD dwMilliseconds
);
```

Опис мовою Delphi:
```
function WaitForMultipleObjects(
 nCount: DWORD;              // Кількість об’єктів
 lpHandles: PWOHandleArray;  // Адреса масиву об’єктів
 bWaitAll: BOOL;             // Чи чекати всі об’єкти
 dwMilliseconds: DWORD       // Період очікування
): DWORD;
```

Вказівник lpHandles посилається на масив, який містить дескриптори об’єктів очікування. Параметр nCount задає кількість елементів цього масиву. Якщо параметру bWaitAll задати значення true, функція очікуватиме на перехід у сигнальний стан усіх перелічених у масиві lpHandles об’єктів. Коли цей параметр дорівнює false, функція чекатиме на сигнальний стан одного з них. Параметр dwMilliseconds задає час очікування (як для функції WaitForSingleObject). Дескриптори повинні мати право доступу SYNCHRONIZE.
Функція повертає одне з перелічених у таблиці значень.
|                                                                         | Значення | Опис |
| Число в діапазоні від WAIT_OBJECT_0 до WAIT_OBJECT_0 + nCount – 1       | Якщо bWaitAll дорівнює true, то це число означає, що всі об’єкти перейшли у сигнальний стан. Якщо false, то віднявши від отриманого значення WAIT_OBJECT_0, отримаємо індекс елемента масиву lpHandles, який перейшов у сигнальний стан |      |
| Число в діапазоні від WAIT_ABANDONED_0 до WAIT_ABANDONED_0 + nCount – 1 | Якщо bWaitAll дорівнює true, то це означає, що всі об’єкти перейшли у сигнальний стан, але хоча б один з потоків, який володів ними, завершився, залишивши м'ютекс. Якщо false, то віднявши від результату значення WAIT_ABANDONED_0, отримаємо індекс елемента масиву lpHandles, який відповідає залишеному м'ютексу. Власником м'ютекса стає викликаючий потік, а сам м'ютекс переводиться у несигнальний стан |      |
| WAIT_TIMEOUT                                                            | Вийшов час очікування |      |
| WAIT_FAILED                                                             | Сталася помилка |      |

#### Приклад очікування кількох об'єктів
Очікування на завершення роботи трьох потоків з відомими дескрипторами (hThreadX) можна реалізувати так (код мовою Delphi):
```
var  Handles : array[0..2] of THandle;
............................................
Handles[0] := hThread1;
Handles[1] := hThread2;
Handles[2] := hThread3;
WaitForMultipleObjects(3, @Handles, true, INFINITE);
```

### Очікування з обробкою повідомлень
Функції WaitForSingleObject та WaitForMultipleObjects повністю зупиняють роботу викликаючого потоку, включаючи й стандартну обробку повідомлень графічної підсистеми Windows, тому програма не може навіть перемалювати своє вікно.
Тому функції WaitForSingleObject та WaitForMultipleObjects варто використовувати, коли час очікування невеликий. Якщо ж затримка значна, слід дати можливість програмі обробляти деякі системні повідомлення. Для цього можна використати функцію MsgWaitForMultipleObjects. Її опис мовою C:
```
DWORD WINAPI MsgWaitForMultipleObjects(
 __in  DWORD nCount,
 __in  const HANDLE *pHandles,
 __in  BOOL bWaitAll,
 __in  DWORD dwMilliseconds,
 __in  DWORD dwWakeMask
);
```

Опис мовою Delphi:
```
function MsgWaitForMultipleObjects(
 nCount: DWORD;     // Кількість об’єктів синхронізації
 var pHandles;      // Адреса масиву об’єктів
 fWaitAll: BOOL;    // Чи чекати на всі об’єкти
 dwMilliseconds,    // Період очікування
 dwWakeMask: DWORD  // Тип події, яка перериває очікування
): DWORD;
```

Основна відмінність цієї функції від функції WaitForMultipleObjects – параметр dwWakeMask, який є комбінацією бітових прапорів QS_XXX і задає типи повідомлень, які перериватимуть очікування незалежно від стану очікуваних об'єктів. Наприклад, маска QS_KEY дозволяє перервати очікування з появою в черзі повідомлень від клавіатури, маска QS_MOUSE забезпечує реакцію на повідомлення миші, а маска QS_PAINT – повідомлення перемальовування WM_PAINT. З появою в черзі викликаючого потоку повідомлень, які відповідають заданій масці, функція повертає значення WAIT_OBJECT_0 + nCount. Отримавши таке значення, програма може обробити його й знову викликати функцію очікування. 

## Дивись також
- Багатонитевість
- Нить
- Критична секція
- Семафор (програмування)
- М'ютекс
- Ф'ютекс, швидкий користувацький м'ютекс
- Подія (Windows)